# Geografija i kartografija u srednjovjekovnom islamu
Islamska geografija obuhvaća razvoj geografije, kartografije i geoznanosti u različitim islamskim zemljama. Tijekom srednjeg vijeka islamsku geografiju vodili su brojni čimbenici: Islamsko zlatno doba, paralelan razvoj islamske astronomije, prevođenje antičkih tekstova (posebice helenističkih) na arapski jezik, povećan broj putovanja zbog trgovine i hadža (islamskog hodočašća), te velika geografska otkrića i poljoprivredna revolucija.
Nakon svojih početaka u 8. stoljeću islamska je geografija dospjela pod zaštitu abasidskih kalifa iz Bagdada. Razni islamski učenjaci pridonijeli su njezinom razvoju, a među najistaknutijima bili su Perzijanci al-Hvarizmi, Abū Zajed al-Balhi (osnivač Balhijeve škole), Biruni i Avicena. Islamska geografija dosegnula je vrhunac za vrijeme Muhameda al-Idrisija u 12. stoljeću. Kasniji razvoj zbivao se pod Turcima i Perzijancima, posebice tijekom Otomanskog i Safavidskog Carstva, a najpoznatiji učenjaci bili su Mahmud al-Kašgari i Piri Reis.

## Poticaji

### Islamsko zlatno doba
Kada je prijestolnica muslimanskog svijeta bila premještena 750. godine u Bagdad, grad je postao centar studiranja i prevođenja znanstvenih zapisa, te je privlačio učenjake svih vrsta. Učeni ljudi uživali su kalifov patronat, posebice Harun al-Rašid i Al-Mamun. Poučavanje su jednako vršili muslimani i nemuslimani, te oni koji su govorili arapski, grčki, hebrejski, perzijski i sirijski, iako je arapski ostao lingua franca, a islam dominantna vjera.

### Islamska astronomija
Muslimanski Arapi zbog različitih su razloga bili zainteresirani za astronomiju: beduinske kopnene karavane i pomorski trgovci koristili su astronomska znanja za navigaciju tijekom noći, a ohrabrenje su nalazili u određenim stihovima Kurana. Interes za astronomiju izravno je doveo do uvjerenja da je Zemlja kugla. Tehnologija korištena za unaprjeđenje astronomije imala je također izravnu primjenu u geografiji. Primjerice, astrolab korišten u astronomiji također se koristio za nebesku navigaciju i zemljišnu izmjeru.

### Prethodno učenje
Grci i Rimljani poznati su po izradi karata i pisanih geografskih radova. U slučaju Rimljana to je bio prirodan ishod ekspanzije njihova carstva. Mnoga njihova djela proučavali su i preveli muslimani.

### Putovanja
Putovanja na velike udaljenosti rezultirala su potrebom za izradom karata, a informacije radi postizanja te zadaće često su davali putnici. Iako su takva putovanja tijekom srednjovjekovnog perioda bila rizična, muslimani su bez obzira na sve odlazili na duga putovanja. Jedan motiv bio je hadž ili muslimansko hodočašće. Svake godine muslimani iz Afrike, islamske Iberije, Perzije i Indije dolazili su u Meku u Arabiji. Drugi motiv bila je trgovina. Muslimani su trgovali s Europljanima, Indijcima i Kinezima, a muslimanski su trgovci prevaljivali velike udaljenosti u obavljanju svojih trgovačkih aktivnosti.

### Velika geografska otkrića
Tijekom muslimanskih osvajanja u sedmom i ranom osmom stoljeću, arapske vojske uspostavile su islamsko Arapsko Carstvo koje se protezalo od centralne Azije do Iberskog poluotoka. Rani oblik globalizacije počeo se pojavljivati tijekom Islamskog zlatnog doba kada su se znanje, trgovina i ekonomija iz prethodno izoliranih regija i civilizacija počeli integrirati zbog kontakata s muslimanskim istraživačima, mornarima, učenjacima, trgovcima i putnicima. Subhi Y. Labib nazvao je ovaj period Pax islamica, dok ga je John M. Hobson nazvao afroazijskim velikim geografskim otkrićima zbog muslimanskih jugozapadnoazijskih i sjevernoafričkih trgovaca i istraživača koji su proputovali većinu Starog svijeta te uspostavili ranu globalnu ekonomiju duž glavnine Azije, Afrike i Europe, prostirući svoje trgovačke mreže od Atlantskog oceana i Sredozemnog mora na zapadu do Indijskog oceana i Kineskih mora na istoku, pa sve do Japana, Koreje i Beringova prolaza. Arapski srebrnjaci dirhami također su kružili diljem afroeuroazijskog kopna na jug do subsaharske Afrike i na sjever do sjeverne Europe često u razmjeni za robu i robove. U Engleskoj je primjerice anglosaksonski kralj Offa od Mercije (kraljevao od 757. do 796.) kovao novac sa šehadetom na arapskom. Ovi faktori pomogli su u uspostavljanju Arapskog Carstva (uključujući Rašidunski, Umajadski, Abasidski i Fatimidski Kalifat) kao vodeće ekstenzivne ekonomske sile na svijetu od 7. do 13. stoljeća.
Osim Nila, Tigrisa i Eufrata, plovne su rijeke u islamskim regijama bile neuobičajene, pa je promet morem bio vrlo važan. Navigacijske znanosti jako su se razvijale, a magnetski kompas i rudimentaran instrument kamal često su se koristili za nebesku navigaciju te mjerenje geografske širine i visine zvijezda. Kada su ih kombinirali s detaljnim kartama tog razdoblja, mornari su mogli ploviti oceanima umjesto plovidbe duž obale. Muslimanski mornari također su zaslužni za uvođenje latinskog jedra i velikih trojarbolnih trgovačkih plovila na Mediteranu. Korijeni broda karavele koju su Portugalci i Španjolci koristili od 15. stoljeća za daleka putovanja također potječu od qariba koji su andaluzijski istraživači koristili do 13. stoljeća.
Ibn Battuta (1304. – 1368.) bio je putnik i istraživač čiji su zapisi putovanja i ekskurzija tijekom perioda od gotovo 30 godina obuhvatili otprilike 117.000 km. Ova putovanja prekrila su većinu poznatog Starog svijeta od sjeverne i zapadne Afrike, te južne i istočne Europe na zapadu, do Bliskog istoka, Indijskog potkontinenta, centralne i jugoistočne Azije, te Kine na istoku. Ova udaljenost uvelike je nadmašila udaljenosti njegovih prethodnika kao i bliskog suvremenika Marka Pola.

## Povijest i teme
Muslimani su preveli mnoge helenističke dokumente. Način na koji su muslimani došli do ranijeg znanja je ključan. Primjerice, jer su muslimani naslijedili grčke zapise izravno bez utjecaja latinskog zapada, karte T-O nisu imale nikakvu ulogu u islamskoj kartografiji iako su u Europi one bile vrlo popularne. Neki od važnih grčkih zapisa uključuju Almagest i Geografiju. Muslimanski znanstvenici zatim su ostvarili mnoge vlastite doprinose u geografiji i geoznanostima.
Mnogi islamski učenjaci među kojima su bili Ibn Hazm (umro 1069.), Ibn al-Jawzi (umro 1200.), te Ibn Taymiya (umro 1328.) međusobno su sklopili sporazum (Ijma) o tome da su sva nebeska tijela okrugla. "Nebeska tijela su okrugla—kao što to tvrde astronomi i matematičari—pa je to također tvrdnja islamskih učenjaka." Abul-Hasan ibn al-Manaadi, Abu Muhammad Ibn Hazm i Abul-Faraj Ibn Al-Jawzi spominju u svojim djelima kako su se muslimanski učenjaci dogovorili oko toga da su sva nebeska tijela okrugla. Ibn Taymiyah također zapaža kako je Alah rekao "i On (Alah) je Onaj koji je stvorio noć i dan, sunce i mjesec. Oni lebde, svaki u Falaku." Ibn Abbas govori kako je "Falaka nalik obrtnom kotaču." Riječ 'Falak' (na arapskom jeziku) znači "ono što je okruglo". Ibn Khaldun (umro 1406.) u svojem djelu Muqaddimah također je zamislio svijet kao sferu.

### Kartografija
Važan utjecaj na razvoj kartografije imao je patronat abasidskog kalifa al-Ma'muna koji je vladao od 813. do 833. On je naložio nekolicini geografa da ponovo izmjere duljinu koja će odgovarati jednom stupnju nebeskog meridijana. Stoga je njegov patronat rezultirao preciznijiom definicijom milje koju su koristili Arapi (mīl na arapskom) u usporedbi sa stadionom koji su koristili Grci. Ovi napori također su omogućili muslimanima izračunavanje opega Zemlje. Al-Mamun je također zapovijedio izradu velike karte svijeta koja se nije sačuvala iako je poznato kako se kartografska projekcija temeljila na onoj Marina iz Tira, a ne Ptolomejevoj. Prvi globus Starog svijeta također je izrađen u muslimanskom svijetu tijekom srednjeg vijeka, a izradili su ga muslimanski astronomi i geografi koji su djelovali pod kalifom al-Ma'munom u 9. stoljeću. Najslavniji al-Mamunov geograf bio je Muhamed ibn Mūsā al-Khwārizmī (vidi dolje Knjiga o izgledu Zemlje). On je postavio početni meridijan Starog svijeta na istočnu obalu Mediterana, 10-13 stupnjeva istočno od Aleksandrije (kao što je to učinio Ptolomej), te 70 stupnjeva zapadno od Bagdada. Većina srednjovjekovnih muslimanskih geografa nastavila je koristiti al-Khwarizmijev početni meridijan. Ostali početni meridijani koji su se koristili bili su meridijani koje su odredili Abū Muhamed al-Hasan al-Hamdānī i Habash al-Hasib al-Marwazi iz Ujjaina, centra indijske astronomije, te onaj anonimnog pisca iz Basre.
Sredinom 9. stoljeća Estakhri je napisao Opću izmjeru cesta i kraljevstava. To je bilo prvo geografsko djelo izvan istočne Azije koje je spominjalo Koreju. Perzijski matematičar i geograf Habash al-Hasib al-Marwazi također je u 9. stoljeću počeo koristiti sfernu trigonometriju i kartografske projekcijske metode radi prijenosa polarnih koordinata u drugi koordinatni sustav centriran u specifičnoj točki na sferi, u ovom slučaju u kibli odnosno smjeru Meke. Abū Rayhān Bīrūnī (973. – 1048.) kasnije je razvio ideje koje su anticipirale polarnom koordinatnom sustavu. Oko 1025. godine prvi je opisao polarnu ekviazimutalnu ekvidistantnu projekciju nebeske sfere.
U ranom desetom stoljeću Abū Zayd al-Balkhī, izvorno iz Balkha, osnovao je "Balkhījsku školu" izrade geografskih karata u Bagdadu. Geografi ove škole također su opsežno pisali o narodima, proizvodima i običajima raznih područja muslimanskog svijeta s malim interesom za nemuslimanske predjele. "Balkhījska škola" u kojoj su djelovali Estakhri, al-Muqaddasi i Ibn Hawqal izradili su atlase svijeta od kojih je svaki sadržavao kartu svijeta i dvadeset regionalnih karata.
Suhrāb, muslimanski geograf iz kasnog desetog stoljeća, priložio je knjizi geografskih koordinata instrukcije za izradu pravokutne karte svijeta u ekvirektangularnoj projekciji ili cilindričnoj ekvidistantnoj projekciji. Najstarija sačuvana pravokutna koordinatna karta potječe iz 13. stoljeća, a pripisuje se Hamdallahu al-Mustaqfiju al-Qazwiniju koji ju je bazirao na Suhrābovu radu. Ortogonalne paralelne linije bile su odijeljene jednostupanjskim intervalima, a karta je bila limitirana na jugozapadnu i centralnu Aziju. Najstarije sačuvane karte svijeta bazirane na pravokutnoj koordinatnoj mreži pripisuju se al-Mustawfiju koji je djelovao u 14. ili 15. stoljeću (on je koristio intervale od deset stupnjeva za linije), te Hafiz-i-Abruu (umro 1430.).
Regionalna kartografija
Islamska regionalna kartografija obično se kategorizira u tri grupe: kartografija "Balkhījske škole", al-Idrīsījeva kartografija, te kartografija koja se jedinstveno može pronaći u Knjizi kurioziteta.
Karte Balkhījske škole definirane su političkim, a ne longitudinalnim granicama, te su pokrivale samo muslimanski svijet. Na tim su kartama udaljenosti između različitih "stopova" (gradova ili rijeka) bile izjednačene. Jedini oblici korišteni u dizajnu bile su vertikale, horizontale, pravi kutovi, te kružni lukovi; nepotrebni geografski detalji bili su eliminirani. Ovaj pristup nalik je onome koji se koristi u prikazu karata podzemne željeznice od kojih je najpoznatija "London Underground Tube Map" iz 1931. Harryja Becka.
Al-Idrīsī definirao je svoje karte na različit način. Smatrao je kako se poznati svijet prostire na 160° geografske dužine, pa je podijelio regiju u deset dijelova od kojih je svaki bio dugačak 16°. U terminima geografske širine razdijelio je poznati svijet na sedam 'klima' određenih duljinom najdužeg dana. U njegovim se kartama mogu pronaći dominantna geografska obilježja.

### Matematička geografija i geodezija
Muslimanski učenjaci koji su se držali teorije sferične Zemlje koristili su teoriju na nepogrešiv islamski način radi izračuna udaljenosti bilo koje točke na Zemlji od Meke te određivanja smjera Meke u odnosu na tu točku. To je determiniralo kiblu ili muslimanski smjer molitve. Muslimanski matematičari razvili su sfernu trigonometriju koja se rabila u tim izračunima.
Oko 830. godine kalif al-Ma'mun naložio je grupi astronoma da izmjeri udaljenost od Tadmura (Palmyre) do al-Raqqaha u današnjoj Siriji. Oni su izračunali kako su gradovi odvojeni jednim stupnjem geografske širine, a udaljenost među njima odgovarala je duljini od 66 2/3 milje, pa se prema tome može izračunati kako je Zemljin opseg bio 24.000 milja (39.000 km). Druga procjena iznosila je 56 2/3 arapske milje po stupnju što odgovara 111,8 km po stupnju odnosno opsegu od 40.028 km što je vrlo blizu trenutačnoj modernoj vrijednosti od 111,3 km po stupnju i opsegu od 40.068 km.
Abū Rayhān al-Bīrūnī bio je u matematičkoj geografiji prvi koji je oko 1025. godine opisao polarnu ekviazimutalnu ekvidistantnu projekciju nebeske sfere. On se također smatra najvještijim kada se govori o izradi karata gradova i mjerenju udaljenosti među njima što je učinio za mnoge gradove na Bliskom istoku te zapadnom Indijskom potkontinentu. On je često kombinirao astronomska očitanja i matematičke jednadžbe radi razvijanja metoda određivanja lokacija pomoću zapisivanja stupnjeva geografske širine i dužine. Također je razvio slične tehnike kada je mjerio visine planina, dubine dolina, te širinu horizonta u djelu Kronologija drevnih nacija. Raspravljao je o antropogeografiji i planetarnoj naseljivosti Zemlje. Postavio je hipotezu kako je otprilike četvrtina Zemljine površine naseljiva ljudima, te je također tvrdio kako su obale Azije i Europe "odijeljene prostranim morem, premračnim i pregustim za navigaciju te prerizičnim za takav pokušaj" čime je mislio na Atlantski i Tihi ocean.
Abū Rayhān al-Bīrūnī smatra se ocem geodezije zbog svojih važnih doprinosa tom području. Također su mu značajni doprinosi geografiji i geologiji. U dobi od 17 godina al-Biruni je izračunao geografsku širinu Katha u Khwarazmu koristeći maksimalnu visinu Sunca. Al-Biruni je riješio kompleksnu geodetsku jednadžbu u namjeri preciznog izračuna Zemljina opsega, a dobiveno rješenje bilo je blizu modernim vrijednostima Zemljina opsega. Njegova procjena Zemljina radijusa na 6.339,9 km bila je samo 16,8 km manja od moderne vrijednosti od 6.356,7 km. Suprotno svojim prethodnicima koji su mjerili Zemljin opseg opažanjem Sunca simultano s dvije različite lokacije, al-Biruni je razvio novu metodu uporabe trigonometrijskih izračuna baziranih na kutu između nizine i planinskog vrha što je davalo preciznija mjerenja Zemljina opsega, te je omogućilo pojedincima mjerenje s jedne lokacije.
Do dobi od 22 godine al-Biruni je već napisao nekoliko kraćih radova uključujući studiju kartografskih projekcija, te Kartografiju koja je obuhvatila metodu projiciranja hemisfere na ravninu. Birunijev Kitab al-Jawahir (Knjiga o draguljima) opisuje minerale poput dubinskih stijena i metala, te je u njegovo vrijeme smatrana najizvrsnijom knjigom o mineralogiji. Proveo je stotine eksperimenata radi baždarenja preciznih mjerenja predmeta koje je katalogizirao, a često ih je popisivao po nazivu na mnogim različitim jezicima uključujući arapski, perzijski, grčki, sirijski, hindi, latinski. U Knjizi o draguljima katalogizirao je svaki mineral po njegovoj boji, mirisu, čvrstoći, gustoći i težini. Težine mnogih minerala koje je izmjerio bile su točne na tri decimalna mjesta, te su bile gotovo precizne kao moderna mjerenja tih minerala.
John J. O'Connor i Edmund F. Robertson pišu u MacTutor History of Mathematics archive (MacTutorov arhiv povijesti matematike) sljedeće:
Muslimanski astronomi i geografi bili su svjesni magnetske deklinacije od 15. stoljeća kada je egipatski muslimanski astronom 'Izz al-Din al-Wafa'i (umro 1469./1471.) izmjerio magnetsku deklinaciju na 7 stupnjeva iz Kaira.

### Biogeografija
Mnogi srednjovjekovni Arapi zanimali su se za distribuciju i klasifikaciju biljaka i životinja te evoluciju života.
Islamski učenjaci pokušali su analizirati biljke. To je bilo od posebnog značaja za liječnike koji su pokušavali koristiti biljke za liječenje bolesti. Oni su klasificirali biljke prema tome posjeduju li ili ne uspravnu stabljiku, a zatim prema tome stvaraju li plodove ili cvijeće, korijenskim vlaknima, tipovima lišća i kore. Geografi su također razlikovali biljke po prirodi tla (pješčano tlo, alkalično tlo, obala slane vodene mase, slatkovodnih jezera, čvrste stijene itd.) na kojem rastu te su određivali njihovu distribuciju na toj osnovi. Islamski geografi također su prikupljali podatke o sezonskoj distribuciji biljaka (bazirano na temperaturi i precipitaciji) te su to koristili za klasifikaciju ekoloških regija (poput tundre, šuma, travnjaka, pustinja).

### Geologija, mineralogija i paleontologija
Fielding H. Garrison napisao je u History of Medicine (Povijest medicine):
Geber (Jabir ibn Hayyan) iz 8. stoljeća zaslužan je za otkriće kristalizacije kao procesa purifikacije što predstavlja važan doprinos kristalografiji. Također je pridonio geologiji kao što to primjećuje otac povijesti znanosti George Sarton u svom djelu Introduction to the History of Science (Uvod u povijest znanosti):
Abū Rajhān Bīrūnī
Među svojim zapisima o geologiji Abū Rayhān Bīrūnī (974. – 1048.) promatrao je geologiju Indije i otkrio da je Indijski potkontinent nekoć bio more, pa je postavio hipotezu kako je kopnom postao zahvaljujući aluvijskim nanosima. Zapisao je:
U svojoj Knjizi koordinata Biruni je opisao postojanje školjaka i fosila u regijama gdje su nekoć bila mora, a kasnije su evoluirala u suho kopno. Bazirajući se na tom otkriću shvatio je da se Zemlja neprestano razvija. Zemlju je stoga vidio kao živo biće što je bilo u skladu s njegovim islamskim vjerovanjem da ništa nije vječno, te suprotno starogrčkom vjerovanju da je univerzum vječan. Predložio je kako postoji Zemljina dob, no njezini počeci su predaleki da bi se mogli izmjeriti.
Biruni piše sljedeće o geološkim promjenama na površini Zemlju tijekom duljeg vremenskog perioda:
Biruni citira perzijskog astronoma Abu'la Abbasa al-Iranshahrija iz 9. stoljeća koji je otkrio korijene palmina stabla ispod suhog tla kako bi potvrdio svoju teoriju da se mora pretvaraju u kopno i obratno tijekom duljeg vremenskog perioda. On piše sljedeće:
Drugi primjer kojeg navodi je Arapska pustinja koja je poput Indije u jednom razdoblju bila također more. On piše kako je Arapska pustinja bila u jednom razdoblju more, a kopnom je postala nakon što je bila ispunjena pijeskom. Zatim diskutira o paleontologiji, pišući da su različiti fosili pronađeni u toj regiji uključujući kosti i staklo koje nitko nije mogao ondje zakopati. Također piše o otkriću:
Treba se primijetiti kako Biruni koristi termin "riblja uha" umjesto fosila. Zatim piše kako su prije mnogo vremena stari Arapi morali živjeti u planinama Jemena kada je Arapska pustinja bila more. Također piše o tome kako je pustinja Karakum između Jurjana i Khwarezma morala jedno vrijeme biti more, te kako se rijeka Amu-Darja (Oxus) mora prostirati sve do Kaspijskog jezera. To je u skladu s modernom geološkom teorijom mezozojskog mora Tephysa koje je pokrivalo čitavu centralnu Aziju te se prostiralo od Sredozemnog mora do Novog Zelanda.
Ibn Sina (Avicena)
Ibn Sina (Avicena, 981. – 1037.) značajno je pridonio geologiji i prirodnim znanostima (koje je nazivao Atabiejat) uz ostale prirodne filozofe poput Ikhwana AI-Safe i mnogi drugih. Napisao je enciklopedijsko djelo pod naslovom Kitab al-Shifa (Knjiga o liječenju) (1027.), a peti odlomak drugog dijela sadržava njegov esej o mineralogiji i meteorologiji podijeljen u pet poglavlja: formacija planina; prednosti planina u formiranju oblaka; vodeni izvori; podrijetlo potresa; formacija minerala; te raznolikost terena na Zemlji. Ovi su principi kasnije bili poznati u renesansnoj Europi kao zakon superpozicije slojeva, koncept katastrofizma te doktrina uniformitarizma. Ovi su koncepti također bili obuhvaćeni u Teoriji Zemlje Jamesa Huttona iz 18. stoljeća. Akademici poput Toulmina i Goodfielda (1965.) komentirali su Avicennine doprinose: "Oko 1000. nove ere Avicenna je već predlagao hipotezu o podrijetlu planinskih lanaca što je u kršćanskom svijetu bilo poprilično radikalno osamsto godina poslije."
Ibn Sinina znanstvena metodologija opservacije polja također je bila originalna u geoznanostima te ostaje esencijalnim dijelom modernih geoloških ispitivanja. On je također hipotezirao o nastanku planina:
Koncept uniformitarizma u geološkim procesima može se datirati na Ibn Sininu Knjigu liječenja. Osim što je diskutirao o podrijetlu planina u Knjizi liječenja, Ibn Sina bio je također prvi koji je istaknuo jedan od principa koji se nalaze u osnovama geoloških vremenskih skala, zakonu superpozicije slojeva:
Knjiga liječenja u prirodnoj povijesti bila je prva knjiga koja se sistematski odnosila na sva tri carstva (mineralno, biljno i životinjsko), te sadrži najopsežniju srednjovjekovnu raspravu o geologiji i mineralnom carstvu. Ona opisuje strukturu meteora, bavi se formacijom sedimentnih stijena te ulogom potresa u formiranju planina. Ibn Sina također prikazuje jasnu svijest o mogućnosti pretvorbe mora u suho kopno i obratno, te stoga pruža ispravno objašnjenje za otkriće fosila na planinskim vrhovima. Ibn Sinina teorija o formaciji metala kombinirala je Geberovu teoriju sumpora i žive iz islamske alkemije (iako je bio kritičar alkemije) s mineraloškim teorijama Aristotela i Teofrasta. Ibn Sina je stvorio sintezu ideja o prirodi minerala i metalnih stanja.
Ibn Sina također je pridonio paleontologiji objasnivši nastanak petrifikacije fosila u svojem djelu Knjiga liječenja. Aristotel je to prethodno objasnio u okvirima isparavajućih izdaha što je Ibn Sina modificirao u teoriji petrificirajućih tekućina (succus lapidificatus). Ovu teoriju u više-manje nepromijenjenom obliku prihvatila je većina naturalista do 16. stoljeća, a posebno ju je elaborirao Albert od Saske u 19. stoljeću. Ibn Sina dao je sljedeće objašnjenje za podrijetlo fosila petrifikacijom biljaka i životinja:
Zbog svojih fundamentalnih doprinosa razvoju geologije, posebice što se tiče porijekla planina, Avicenna se smatra s punim pravom 'ocem geologije'.

### Ljudski okoliš
Važna tema islamske geografije bilo je proučavanje ljudske vrste. Arapski su učenjaci općenito dijelili različite narode po klimatskim regijama u kojima su živjeli. Regije su bile definirane topografijom, dostupnošću vode, prirodnom vegetacijom, nadmorskom visinom te udaljenošću od planina i mora. Koristeći ove parametre geografi su procjenjivali nastanjive regije Zemlje.
Geografi su također istraživali učinak urbanog okoliša na ljudski život nasuprot životu u divljini. Mislilo se kako takav okoliš blokira svjež zrak, te stoga uklanjanje prašine vjetrom (koja se zatim akumulira). Također se zaključilo da su urbana naselja sklonija širenju epidemija.
Dok su mnogi učenjaci opisivali ljude koji su nastanjivali različite regije, Al-Mas'ūdi je korelirao ljudske karakteristike s njihovim okolišem. Primjerice, on je tvrdio da zbog ustajalog zraka u Egiptu ljudi imaju tamnu put. Slično njemu tvrdio je Ibn Rusa govoreći kako su ljudi intermedijarnog fizičkog tipa postojali blizu Rakove obratnice gdje klima nije bila ni prehladna ni prevruća.

### Meteorologija
Al-Kindi (Alkindus) bio je prvi koji je u 9. stoljeću uveo eksperimentiranje u geoznanosti. Napisao je traktat o meteorologiji pod naslovom Risala fi l-Illa al-Failali l-Madd wa l-Fazr (Traktat o učinkovitom uzroku toka i oseke) u kojem je predstavio argument o morskim mijenama koje "ovise o promjenama u vodenim masama zbog rasta i pada temperature". Al-Kindi opisuje sljedeći jasan i precizan eksperiment radi dokazivanja svojeg argumenta:
Ibn Wahshiyya u 10. stoljeću u djelu Nabatejska poljoprivreda raspravlja o vremenskom prognoziranju atmosferskih promjena i znakova na temelju planetarnih astralnih alteracija; znakovi kiše bazirani su na promatranju mjesečevih faza, prirodi grmljavine i munja, smjeru izlaska Sunca, ponašanju određenih biljaka i životinja, te kretanju vjetra; poleniziranog zraka i vjetrova; te formaciji vjetrova i isparavanja. Kako su predviđanja vremenske prognoze i mjerenje vremena i nastupa godišnjih doba postajali precizniji i pouzdaniji, muslimanski poljoprivrednici postajali su informiraniji o tim napredcima, pa su često zapošljavali meteorologe u poljoprivredi što im je omogućilo planiranje rasta svih usjeva u specifično vrijeme u godini.
Irački znanstvenik Ibn al-Haytham (Alhazen) uveo je 1021. znanstvenu metodu u svojem djelu Knjiga o optici. U njemu piše o atmosferskoj refrakciji svjetlosti, te primjerice navodi uzrok zore i sutona. Nastojao je, koristeći hiperbolu i geometrijsku optiku, kartirati i formulirati temeljne zakone o atmosferskoj refrakciji. Pružio je prvu ispravnu definiciju sumraka, diskutirao o atmosferskoj refrakciji, pokazao da sumrak nastaje zbog atmosferske refrakcije i da jedino započinje kada je Sunce 19 stupnjeva iznad horizonta, te koristio kompleksnu geometrijsku demonstraciju za mjerenje visine Zemljine atmosfere koju je procijenio na 52.000 passuuma (78,5 km) što je vrlo blizu današnjeg mjerenja od 80 km. Shvatio je također da atmosfera reflektira svjetlost i to na temelju svojih opažanja da nebo postaje svjetlije prije nego što se Sunce pojavi. Ibn al-Haytham kasnije je objavio djelo Risala fi l-Daw’ (Traktat o svjetlosti) kao dodatak Knjizi o optici. Raspravljao je o metorologiji duge, gustoći atmosfere i raznim nebeskim fenomenima uključujući pomrčine Sunca, sumrak i mjesečevu svjetlost. Ibn Sina je također u ranom 11. stoljeću izmislio zračni termometar.
Abu 'Abd Allah Muhammad ibn Ma'udh koji je živio u Al-Andalusu u kasnom 11. stoljeću napisao je djelo o optici, kasnije prevedeno na latinski kao Liber de crepisculis te pogrešno pripisivano Alhazenu. To je bilo kratko djelo koje je sadržavalo procjenu kuta depresije Sunca na početku zore i pri kraju sutona, te pokušaj izračuna na temelju toga i ostalih podataka visine atmosferske vlage odgovorne za refrakciju Sunčevih zraka. Ovim je eksperimentom izračunao vrijednost od 18° što je vrlo blizu moderne vrijednosti.
Muslimanski znanstvenik bizantinsko-grčkog podrijetla Al-Khazini objavio je 1121. godine svoje djelo Knjiga o ravnoteži mudrosti, prvu studiju o hidrostatskoj ravnoteži. U kasnom 13. stoljeću i ranom 14. stoljeću Qutb al-Din al-Shirazi i njegov student Kamāl al-Dīn al-Fārisī nastavili su Ibn al-Haythamov rad, te su postali prve osobe koje su dale ispravna objašnjenja fenomena duge.

## Primjene

### Poljoprivredne znanosti
Tijekom Muslimanske poljoprivredne revolucije muslimanski su znanstvenici značajno pridonijeli botanici te postavili temelje poljoprivredne znanosti. Muslimanski botaničari i poljoprivrednici demonstrirali su napredak agronomskog, agrotehničkog i ekonomskog znanja u područjima poput meteorologije, klimatologije, hidrologije, korištenja tla, te ekonomije i upravljanja poljoprivrednim poduzećima. Također su demonstrirali poljoprivredno znanje u područjima poput pedologije, poljoprivredne ekologije, navodnjavanja, pripreme tla, sadnje, gnojenja, uklanjanja korova, sijanja, sječe drveća, kalemljenja, obrezivanja vinove loze, profilakse, fitoterapije, brige i razvoja kultura i biljaka, te žetve i skladištenja usjeva.
Al-Dinawari (828. – 896.) smatra se ocem arapske botanike zbog svog djela Knjiga o biljkama u kojem opisuje najmanje 637 biljaka te raspravlja o evoluciji biljaka od njezina nastanka do smrti, opisujući faze rasta biljaka te stvaranje cvijeća i plodova.
Andaluzijsko-arapski biolog Abu al-Abbas al-Nabati razvio je u ranom 13. stoljeću ranu znanstvenu metodu za botaniku, uvevši empirijske i eksperimentalne tehnike u ispitivanju, opisivanju i identifikaciji ogromne materia medica, te razdvojivši neprovjerena izvješća od onih potvrđenih aktualnim testovima i opservacijama. Njegov student Ibn al-Baitar objavio je djelo Kitab al-Jami fi al-Adwiya al-Mufrada koje se smatra jednim od najvećih botaničkih kompilacija u povijesti, te je predstavljalo botanički autoritet stoljećima. Ono sadrži detalje o najmanje 1.400 različitih biljaka, hrane i lijekova od kojih su 300 njegova originalna otkrića. Kitab al-Jami fi al-Adwiya al-Mufrada bio je utjecajan u Europi posebice nakon njegova prijevoda na latinski 1758.

### Onečišćenje i upravljanje otpadom
Najraniji poznati traktati koji se bave ekologizmom i znanošću o okolišu, posebice onečišćenjem, bili su arapski traktati koje su pisali al-Kindi, al-Razi, Ibn Al-Jazzar, al-Tamimi, al-Masihi, Avicenna, Ali ibn Ridwan, Abd-el-latif, te Ibn al-Nafis. Njihova djela pokrivala su brojne predmete povezane s onečišćenjem kao što su onečišćenje zraka, vode, kontaminacija tla, neoprezno rukovanje komunalnim krutim otpadom, te procjena ekološkog učinka određenih lokaliteta. Córdoba u al-Andalusu također je imale prve kontejnere za smeće te postrojenja za odlaganje otpada i njegovo prikupljanje.

### Istraživanje
Navigacijske vještine koje su naučili muslimanski geografi preneseni su na arapske i perzijske navigatore. To je zauzvrat vodilo dugotrajnim putovanjima koja su donijela natrag geografsko znanje o udaljenim zemljama i otocima. Do devetneastog stoljeća navigacija u Indijskom oceanu dosegla je Indiju, Šri Lanku, Malaju i Javu na istoku, te istočnu obalu Afrike sve do Madagaskara na zapadu. Muslimanski navigatori iz istog perioda također su istraživali Kinu, Japan, Koreju i prema nekim izvješćima i Beringov prolaz.
Tijekom srednjovjekovnih vremena muslimani su obavili mnogo putovanja do Kine morskim putem. Dva geografa Sulaiman i Abu Zaid predvodili su mnoga putovanja te donijeli natrag vrijedne informacije o Kini i putovima kojima su se kretali. Pisali su literaturu o klimi obale Kine uključujući egzotične biljke dotad nepoznate muslimanima.
Na kopnu su muslimani istraživali centralnu Aziju i jugoistočnu Europu. Pokušali su odrediti, ali bezuspješno, izvore rijeke Nila. U tom pothvatu Arapi su istražili Sudan, Saharu, dosegnuvši subsaharske regije poput Senegala i Nigerije.
Marokanac Ibn Baṭṭūṭah krenuo je u 14. stoljeću na svoja putovanja. Započeo je hodočašćem u Meku, no nastavio je putovati sljedećih 30 godina. Prije povratka kući posjetio je većinu muslimanskog svijeta od južne Afrike i istočne Azije. Univerzalna uporaba arapskog i status suca uvježbanog za pravo omogućilo mu je pristup kraljevskim dvorovima na većini lokacija koje je posjetio.

### Instrumenti
Alidad
Alidad je izumljen u islamskom svijetu, dok sam termin "alhidade" potječe iz arapskog jezika.
Astrolab
Al-Sufi je u 10. stoljeću prvi opisao preko 1000 različitih uporaba astrolaba na raznim područjima poput astronomije, astrologije, horoskopa, navigacije, geodezije, mjerenja vremena, kible, namaza itd.
Bakul
Bakul korišten u nautičkoj astronomiji potječe iz islamske Iberije a kasnije su ga koristili portugalski navigatori za dugotrajna putovanja.
Kartografski instrumenti
- Kartografske mreže Bagdada u 10. stoljeću.[78]
- Kartografski indikatori kible koje su činili mjedeni instrumenti s kartama svijeta s Mekom u centru i kartografskim mrežama ugraviranima na njima u 17. stoljeću.[78]
- Kartografski indikator kible sa sunčanim satom i kompasom[79] Muhameda Husayna iz 17. stoljeća.[80]

Kompas
Muslimanski fizičari i geografi postali su svjesni magnetizma nakon dolaska prvotnog kompasa iz Kine oko 12. ili 13. stoljeća. Navigacijske znanosti postale su visoko razvijene nakon uporabe magnetskog kompasa. Prve astronomske uporabe magnetskog kompasa mogu se pronaći u traktatu o astronomskim instrumentima koji je napisao jemenski sultan al-Ashraf (umro 1296.). To je ujedno i prvo spominjanje kompasa u astronomskoj literaturi.
Kompasni sat
Ibn al-Shatir izumio je u 13. stoljeću kompasni sat, uređaj za mjerenje vremena koji je istovremeno sadržavao sunčani sat i magnetski kompas. Izumio ga je u svrhu pronalaska vremena za molitelje namaza.
Ruža vjetrova
Arapi su izmislili ružu vjetrova s 32 smjera tijekom srednjeg vijeka.
Suhi kompas (pomorski kompas)
Jemenski sultan Al-Ashraf razvio je 1282. usavršeni kompas za uporabu kao instrumenta "indikatora kible" radi pronalaska smjera u kojem se nalazi Meka. Al-Ashrafov instrument bio je jedan od najranijih suhih kompasa i čini se kako ga je neovisno o njemu otkrio i Peter Peregrinus. Suhi kompas poznat je kao i "pomorski kompas".
Kamal
Arapski navigatori izumili su rudimentaran sekstant poznat kao kamal koji se u kasnom 9. stoljeću koristio u nebeskoj navigaciji te mjerenju altitude i latitude zvijezda. Na području Indijskog oceana koristio se od 10. stoljeća, a ubrzo su ga preuzeli indijski navigatori nakon kojih su uslijedili kineski navigatori prije 16. stoljeća. Izum kamala omogućio je najraniju poznatu plovidbu po geografskoj širini, pa je stoga bio najraniji korak prema uporabi kvantitativnih metoda u navigaciji.
Navicula de Venetiis
Ovaj je uređaj bio prvi univerzalni sunčani sat koji je izumljen u Bagdadu u 9. stoljeću. Koristio se za točno mjerenje vremena Sunca i zvijezda, a mogao se promatrati sa svih geografskih širina. U Europi je ovaj uređaj kasnije bio poznat pod imenom "Navicula de Venetiis" (Mlečanska brodica), te se smatrao najsofisticiranijim kronološkim instrumentom renesanse.
Navigacijski astrolab
Prvi navigacijski astrolab izumljen je u islamskom svijetu tijekom srednjeg vijeka, a koristio je sustav polarne projekcije.
Nilometar
Prvi nilometar izgrađen je 861. u Egiptu. Njegovu konstrukciju naručio je abasidski kalif Al-Mutawakkil.
Ortografski astrolab
Abu Rayhan al-Biruni izmislio je 1000-ih prvi ortografski astrolab te napisao prvi traktat o njemu.
Planisfera i karta zvijezda
Abū Rayhān al-Bīrūnī izumio je u ranom 11. stoljeću planisferu te napisao prvi traktat o planisferi koja je bila najstarija karta zvijezda te rano analogno računalo.
Zasjenjeni kvadrat
Zasjenjeni kvadrat je instrument koji se koristio za određivanje linearne visine objekta u konjunkciji s alidadom za kutne opservacije. Izumio ga je Muhamed ibn Mūsā al-Khwārizmī u Bagdadu u 9. stoljeću.
Globus
Prvi globus Starog svijeta u muslimanskom svijetu tijekom srednjeg vijeka konstruirali su muslimanski geografi i astronomi koji su u 9. stoljeću radili pod abasidskim kalifom al-Ma'munom.
Torquetum
Jabir ibn Aflah (Geber) (oko 1100. – 1150.) izumio je torquetum, opservacijski instrument i mehaničko analogno računalo koje se rabilo za transformaciju između sfernih koordinatnih sustava. Instrument je dizajniran radi preračunavanja mjerenja učinjenih u tri skupa koordinata: horizontskom, ekvatorijalnom i ekliptičkom.

### Navigacijski transport
Karavel
Počeci karavele, koju su Portugalci i Španjolci koristili za dugotrajna putovanja od 15. stoljeća, mogu se pronaći u plovilu qarib koji su koristili istraživači iz islamske Iberije u 13. stoljeću.
Kočija za mljevenje kukuruza
Fathullah Shirazi izumio je u 16. stoljeću neobičnu kočiju za mljevenje kukuruza koju je Abu'l-Fazl ibn Mubarak smatrao udobnom. Kada se nije koristila za prijevoz putnika, rabila se za mljevenje kukuruza.
Mornarička kočarica
TS Pelican, 46 metara duga mornarička kočarica prerađena je tako da može koristiti latinsko jedro koje su koristili barbarski pirati u pomorskom ratovanju od 16. stoljeća.
Trajno kormilo montirano na krmenoj statvi
Arpaski brodovi koristili su kormilo montirano na krmenoj statvi koje se tehnički razlikovalo od svojih europskih i kineskih dvojnika. Na njihovim brodovima "kormilo su kontrolirale dvije linije od kojih je svaka bila pričvršćena na križište montirano na glavi kormila okomitoj na ravninu oštrice kormila". Najstariji dokaz može se pronaći u djelu Ahsan al-Taqasim fi Marifat al-Aqalim ('Najbolja podjela za klasifikaciju regija') koje je napisao al-Muqaddasi 985. godine:
Prema Lawrenceu V. Mottu "ideja pričvršćavanja kormila na krmenu statvu na relativno trajan način morala je stoga biti arapski izum neovisan o kineskom."
Poštanski sustav
Kalif Mu'awiyya stvorio je važan poštanski sustav u islamskom svijetu; služba se nazivala barid prema nazivu tornjeva sagrađenih radi zaštite ceste kojom su kuriri putovali. Golubovi pismonoše često su se koristili u golubljem poštanskom sustavu, a prvi put su korišteni u Bagdadu 1150. godine.
Trgovački brodovi s tri jarbola
Prema Johnu M. Hobsonu muslimanski su pomorci uveli na Sredozemno more velike trojarbolne trgovačke brodove, iako su trojarbolni sustav mogli preuzeti od kineskih brodova. Howard I. Chapelle ipak tvrdi da su neki antički rimski brodovi mogli biti trojarbolni teretni brodovi, no Kevin Greene piše kako su trojarbolni brodovi razvijeni tek u 15. stoljeću.
Privjetrinski brod
Prvi privjetrinski brod koji je mogao jedriti nasuprot vjetru bez usporavanja bio je TS Pelican koji su koristili barbarski pirati od 16. stoljeća. Brod je mogao ploviti brzinom od gotovo 10 čvorova (19 km/h) na 38 stupnjeva nasuprot relativnom vjetru. Graham Neilson, koji je konstruirao brod, zapisao je: "Pelican može ploviti preko 20 stupnjeva blizu vjetra više od bilo kojeg broda s kvadratnim jedrom na moru. Jardovi se nalaze unutar 18 stupnjeva od centralne linije. Brod je kombinacija pramčanih i krmenih kvadratnih jedara zajedno s aerodinamikom koja predstavlja tajnu toliko bliskog kretanja vjetru. Mislim da možemo više izvući iz njega. Brod bi mogao bez problema pobijediti u utrci brodova."
Xebec i Polacca
Xebec i Polacca, jedrenjaci koji su se na Sredozemnom moru koristili od 16. do 19. stoljeća, potječu od barbarskih pirata koji su ih uspješno koristili u pomorskom ratovanju protiv europskih brodova toga vremena.

### Zrakoplovstvo
Padobran
Abbas Ibn Firnas (Armen Firnas) u 9. stoljeću u islamskoj Španjolskoj otkrio je primitivnu verziju padobrana. John H. Lienhard opisuje taj izum u djelu The Engines of Our Ingenuity (Strojevi naše domišljatosti) na sljedeći način:
Kontrolirani let
Abbas Ibn Firnas bio je prvi koji je pokušao obaviti kontrolirani let nasuport ranijim jedriličarskim pokušajima u antičkoj Kini koje nije bilo moguće kontrolirati. Ibn Firnas rukovao je letačkim kontrolama na svom zmaju koristeći dva skupa umjetnih krila radi prilagođavanja visine i promjene smjera. Uspješno se vratio na mjesto s kojeg je poletio, no prizemljivanje je bilo neuspješno.
Prema Philipu Hittiju u djelu History of the Arabs (Povijest Arapa):
Zmaj
Abbas Ibn Firnas vjerojatno je izradio prvog zmaja, iako su postojali raniji primjeri pilotnih zmajeva koji su se koristili u staroj Kini. Znanje o Firmanovim i Firnasovim letećim strojevima širili su se ostalim dijelovima Europe iz arapskih referencija.

## Značajna djela

### Knjiga o izgledu Zemlje
Kitāb ṣūrat al-Arḍ ("Knjiga o izgledu Zemlje"), djelo koje je sastavio Muhamed ibn Mūsā al-Khwārizmī, dovršeno je 833. godine. To je revidirana i cjelovita verzija Ptolomejeve Geografije koja se sastoji od popisa 2402 koordinate gradova i ostalih geografskih obilježja nakon općeg uvoda.
Al-Khwārizmī, Al-Ma'munov najslavniji geograf, ispravio je Ptolomejeve veće greške u pretjeranom određivanju veličine Sredozemnog mora (od Kanarskih otoka do istočnih obala Mediterana). Ptolomej je precijenio veličinu Mediterana na 63 stupnja geografske dužine, dok je al-Khwarizmi gotovo točno procijenio veličinu na skoro 50 stupnjeva geografske dužine. Al-Ma'munovi geografi "također su oslikali Atlantski i Indijski ocean kao otvorene vodene mase za razliku od Ptolomeja koji ih je prikazao zatvorenim morima". Al-Khwarizmi je stoga postavio početni meridijan Starog svijeta na istočnu obalu Mediterana 10-13 stupnjeva istočno od Aleksandrije (početni meridijan koji je prethodno odredio Ptolomej) i 70 stupnjeva zapadno od Bagdada. Većina srednjovjekovnih muslimanskih geografa nastavili su koristiti al-Khwarizmijev početni meridijan.

### Knjiga kurioziteta
Sastavljeno između 1020. i 1050. ovo anonimno djelo sadržava niz običnih i shematskih karata. Osim što se bavi islamskom geografijom, kozmografijom i izradom karata, ono uključuje kako regionalne karte tako i karte svijeta od kojih mnoge nemaju iscrtane paralele. Među njima su pravokutne shematske karte Sredozemnog mora, te najstarija poznata detaljna karta (također shematska) otoka Cipra.

### Kompendij jezika Turaka
Karakanidski učenjak Mahmud al-Kashgari u 11. stoljeću je sastavio "Kompendij jezika Turaka". Rukopis je ilustriran "turkocentričnom" kartom svijeta orijentiranom prema istoku (ili možda točnije u smjeru izlaska Sunca tijekom ljetnog solsticija) pri vrhu, te centriranom na antički grad Balasagun u današnjem Kirgistanu. Karta prikazuje Kaspijsko jezero na sjeveru, Irak, Azerbajdžan, Jemen i Egipat na zapadu, Kinu i Japan na istoku, te Hindustan, Kašmir, Gog i Magog na jugu. Konvencionalni simboli koriste se u svim kartama – plave linije označuju rijeke, crvene linije planinske lance itd. Svijet je prikazan okružen oceanom. Karta se danas čuva u muzeju Pera u Istanbulu.

### Kitab-ı Bahriye
Više informacija: Karta Pirija Reisa
Muslimanski otomanski kartograf Piri Reis objavio je navigacijske karte u svojem djelu Kitab-ı Bahriye. Djelo uključuje atlas karata malenih segmenata Mediterana kojem su pridružene instrukcije za plovidbu prikazanim vodama. U drugom izdanju djela Piri Reis je uključio kartu Amerika. Karta Pirija Reisa iz 1513. najstarija je sačuvana islamska karta koja prikazuje Amerike, te vjerojatno prva koja je prikazivala Antarktiku. Njegova karta svijeta smatrala se u 16. stoljeću najpouzdanijom.

## Vanjske poveznice
- A review of Muslim Geography
- Islamic Geography in the Middle Ages  Arhivirana inačica izvorne stranice od 23. listopada 2015. (Wayback Machine)

## Više informacija
- Popis muslimanskih geografa
- Islamsko zlatno doba
- Islamska znanost
  - Islamska fizika
  - Popis arapskih znanstvenika i učenjaka
  - Kronologija muslimanskih znanstvenika i inženjera
- Povijest geografije
  - Kineska geografija
- Povijest kartografije